# The Kill
«The Kill (Bury Me)» — второй сингл группы 30 Seconds to Mars из альбома A Beautiful Lie. Сингл стал одним из самых успешных релизов группы, заняв 3 место в Billboard Modern Rock Tracks, где он пробыл в общей сложности 52 недели, и 1 место в чартах Europe Singles Chart, Canadian Singles Chart, Mexico Singles Chart, Portugal Singles Chart и Brazil Hot 100.

## Описание
Песня была издана в США в январе 2006 года. В сентябре 2007 года сингл был переиздан в Великобритании. Джаред Лето говорил, что «она об отношениях с самим собой. Она о столкновении лицом к лицу со своими страхами и правдой о том, кто вы есть на самом деле». Песня написана в ритме 6/8, обычно использующемся в вальсах и бальных композициях.

## Видеоклип
Группа приезжает в небольшой отель, где им предстоит пробыть три дня в номере 6277. После попадания в номер каждый из членов группы ощущает различные странные эффекты комнаты, но один аспект остаётся общим — каждый из них встречает своего двойника в смокинге.

Сцены из видеоклипа: верх: Джаред Лето сталкивается с самим собой; низ: Группа играет перед публикой эпохи 1920-х

Видеоклип полностью основан на образах фильма Сияние Стэнли Кубрика, основанный на одноимённом романе Стивена Кинга. Некоторые эпизоды повторяют сцены из фильма, например, сцена, в которой Шеннон Лето заходит в комнату № 6277 (в письме, которое читает его брат Джаред, написано этого не делать) и видит женщину в ванной, и эпизод, когда Мэтт Уоктер сидит в баре. Кульминация и фильма, и клипа происходит во время бала.
В видеоклипе применяется техника разделённого экрана; стилистика взята из 20-х годов XX века. Ещё одной аллюзией к фильму являются листы бумаги, на которых печатал персонаж Джареда Лето, со словами «This is who I really am» («Вот кто я на самом деле»). Похожий эпизод с героем Джека Николсона, который печатал одну и ту же фразу, присутствует и в фильме.
Число 6277 в качестве номера комнаты, где происходит действие, выбрано, поскольку эти цифры используются для набора слова «Mars» на мобильном телефоне. Число также появляется в клипе «From Yesterday».
В пресс-релизе к «The Kill» Джаред Лето назвал режиссёром клипа Бартоломью Каббинса (режиссёрский псевдоним самого Лето).
Видеоклип занял 2 место в хит-параде Лучшее видео 2006, уступив «Savin' Me» группы Nickelback, а также стал вторым видео из хит-парада Greatest of the 21st century на телеканале Scuzz TV. Также видео получило титул лучшего рок-видео в Kerrang Rock 100 27 июня 2009 года.

## Список композиций
- Promo CD single

1. The Kill (Radio Edit) — 3:48

- AUS (CD)

1. The Kill (Bury Me) — 3:51 (album version)
2. Attack — 4:14 (live at CBGB)
3. The Kill (Bury Me) — 3:50 (acoustic live on VH1)

- UK Release

1. The Kill (Bury Me) — 3:51 (album version)
2. The Kill (Bury Me) — 3:50 (acoustic live on VH1)

- UK Re-Release

1. The Kill (Radio Edit) — 3:48
2. Was It a Dream? — 3:46 (iTunes Live Session)

## Чарты
| год  | Чарты                                                     | #  |
| ---- | --------------------------------------------------------- | -- |
| 2006 | U.S. Billboard Hot 100                                    | 65 |
| 2006 | U.S. Billboard Mainstream Rock Tracks                     | 14 |
| 2006 | U.S. Billboard Modern Rock Tracks                         | 3  |
| 2006 | U.S. Billboard Hot Digital Songs                          | 53 |
| 2006 | U.S. Billboard European Hot 100 Singles                   | 8  |
| 2006 | U.S. Billboard 2006 Year-End Chart: Hot Modern Rock Songs | 3  |
| 2006 | UK Singles Chart                                          | 64 |
| 2006 | Virgin Chart                                              | 1  |
| 2007 | Europe Singles Chart                                      | 1  |
| 2007 | U.S. Billboard Hot 100 Recurrent Airplay                  | 13 |
| 2007 | U.S. Billboard Hot Adult Top 40 Tracks                    | 25 |
| 2007 | U.S. Billboard Hot Singles Recurrents                     | 17 |
| 2007 | U.S. Billboard Top 40 Mainstream                          | 30 |
| 2007 | Canadian Singles Chart                                    | 1  |
| 2007 | Brasil Hot 100                                            | 17 |
| 2007 | Australia Singles Chart                                   | 20 |
| 2007 | Chile Singles Chart                                       | 6  |
| 2007 | UK Singles Chart (Re-release)                             | 28 |
| 2007 | Mexico Singles Chart                                      | 1  |
| 2007 | Portugal Singles Chart                                    | 1  |
| 2008 | Brasil Hot 100 (30 Seconds to Mars featuring Pitty)       | 1  |

## Награды
| Год  | Награда                                                      | Итог      |
| ---- | ------------------------------------------------------------ | --------- |
| 2006 | MTV2 'Best Single'                                           | Победа    |
| 2006 | MTV2 'Best Rock Video'                                       | Номинация |
| 2006 | Fuse Fangoria Chainsaw Awards 'Video Inspired by Film Award' | Победа    |
| 2006 | MTVu Woodie Awards 'Live Action'                             | Победа    |
| 2007 | Kerrang! Award 'Best Single'                                 | Победа    |
| 2007 | MTV Australia Video Music Awards 'Video of the Year'         | Победа    |
| 2007 | MTV Australia Video Music Awards 'Best Rock Video'           | Победа    |
| 2007 | MTV Australia Video Music Awards 'Viewers Choice Australia'  | Номинация |

## Использование песни
| Год  | Фильм/Игра                  |
| ---- | --------------------------- |
| 2007 | Без следа \|Without a Trace |
| 2007 | Невидимый                   |
| 2008 | Guitar Hero World Tour      |
| 2015 | Guitar Hero Live            |

## Хронология выпуска
- 24 января 2006
- 3 ноября 2006
- 19 марта 2007
- 30 апреля 2007